# Naturschutzgebiet Schleimündung
Das Mündungsgebiet der Schlei (Schleswig-Holstein) steht seit 1987 unter Naturschutz. Es ist eines einer Reihe von Schutzgebieten in der Förde der Schlei. Das Gebiet wurde mit der Verordnung vom 26. Mai 2011 erweitert. Die Fläche des Gebietes gehört der Stiftung Naturschutz Schleswig-Holstein.

## Lage
Neben den Wasserflächen umfasst das Gebiet auch die beiden Landzungen südlich und nördlich der Mündung in die Ostsee.  Westlich des Gebietes liegt der Ort Maasholm. Südlich grenzt der ehemalige Marinestützpunkt Olpenitz an, auf dem das Projekt Ostseeresort Olpenitz entsteht. Seinen Namen hat das NSG von der heute als Schleimünde bezeichneten ehemaligen Lotseninsel, auf der ein Nothafen und ein Leuchtturm untergebracht sind.

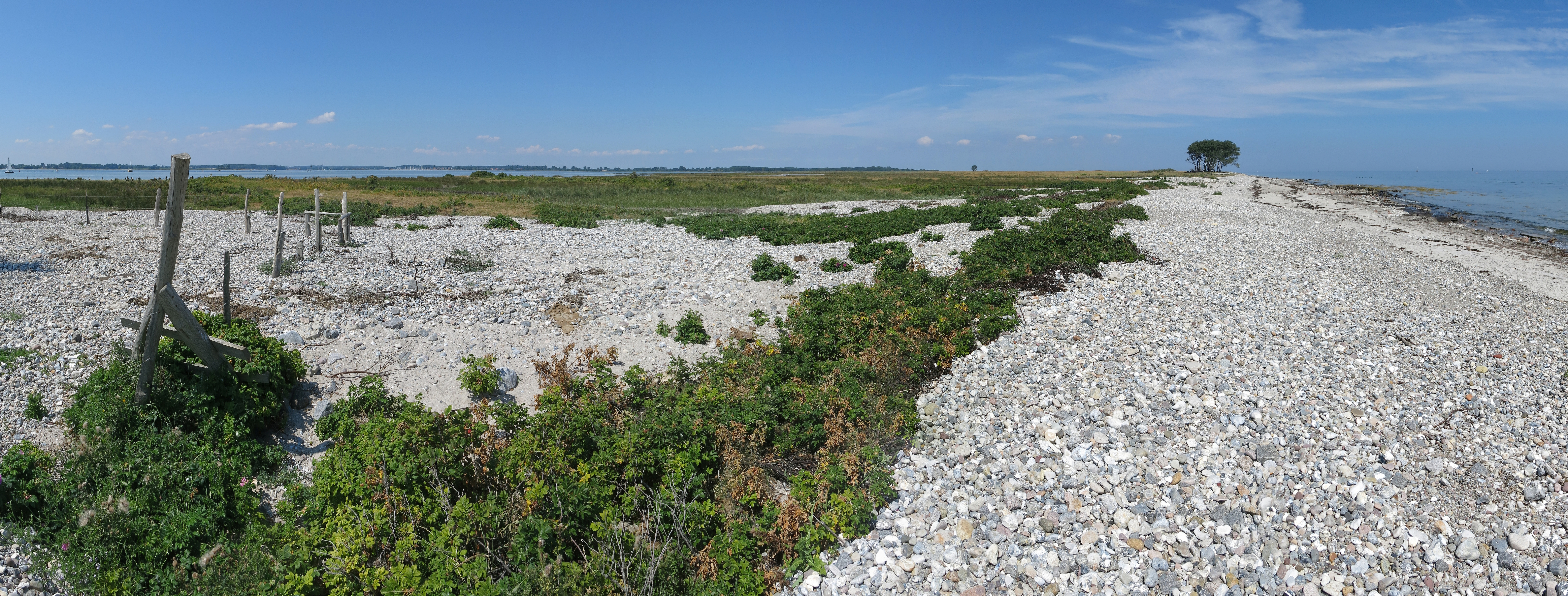
Blick von Schleimünde nach Norden ins Naturschutzgebiet

## Flora und Fauna
Betreut wird das Schutzgebiet seit 1922 durch den Verein Jordsand, der dort unter anderem mit Monitoring beauftragt ist.
Neben den Wasserflächen steht die  natürlich entstandene sehr abwechslungsreiche Strandwalllandschaft unter Schutz. Die östliche Küstenlinie ist eine typische Flachküste der Ostsee mit Landschaftselemente wie Strand, Dünen, Strandwällen und Trockenrasen. An der Westseite bildeten sich mehrere Nehrungshaken mit ausgeprägten Windwatten aus. Gerade sie sind an der schleswig-holsteinischen Ostseeküste selten und von großer ökologischer Bedeutung für die Avifauna; so ist das NSG ein wichtiges Brut-, Rast- und Überwinterungsgebiet für nordische Zugvögel. Hier werden regelmäßig Küstenseeschwalben, Austernfischer, verschiedene Möwen-, Enten- und Gänsearten beobachtet.
Eine Herde von robusten Galloway-Rindern sorgt ganzjährig für eine extensive Beweidung und eine schonende Bewirtschaftung mit dem Ziel, wiesenbrütenden Vogelarten ein geeignetes Habitat zu erhalten.